# ناحیه الدبیله
ناحیه الدبیله (به عربی: دائرة الدبیلة) یک ناحیه در الجزایر است که در استان الوادی واقع شده‌است.

## خصوصیات
ناحیه الدبیله ۴۷٬۹۱۳ نفر جمعیت دارد.